# Overlook Mountain (Teton County)
Der Overlook Mountain ist ein isolierter Berggipfel auf der kontinentalen Wasserscheide im Yellowstone-Nationalpark im US-Bundesstaat Wyoming. Er hat eine Höhe von 2856 m und liegt im Süden des Parks, östlich des Heart Lake und südwestlich des Yellowstone Lake.

## Belege
1. ↑  Peakbagger: Overlook Mountain. Abgerufen am 6. Januar 2021.